# Грюнхут, Лазарь
Лазарь Грюнхут, устар. Грюнгут (нем. Lazar Grünhut; род. в Геренде (Gerenda) в Венгрии в 1850 г.; ум. в Петах-Тиква, Османская Палестина, 2 февраля 1913 г.) — венгерский раввин, педагог и писатель. Особенно известен своими исследованиями и публикациями мидрашей (ветхозаветных трактатов).

## Биография
Получив звание раввина еще в молодости, Грюнхут отправился в Берлин, где поступил в раввинскую семинарию Гильдесхаймера и одновременно слушал лекции в университете. Докторскую степень Грюнгут получил в Бернском университете (доктор философии).
11 лет Грюнхут состоял раввином в Тимишоаре (Венгрия). В 1892 году он был назначен директором еврейского сиротского дома в Иерусалиме. Там он активно преподавал и занимался сионистской политической деятельностью. Он был активным участником движения Мизрахи и был их представителем на Всемирном сионистском конгрессе.
Умер 2 февраля 1913 года, похоронен на кладбище Сгула (Петах-Тиква).

## Труды и издания
- «Критическое исследование мидраша Кобелет Рабба[англ.]» / «Kritische Untersuchung des Midrasch Kobeleth Rabbah» (Берлин, 1892);
- «Мидраш Шир га-Ширим» / «Midrasch Schir ha-Schirim» (Иерусалим, 1897);
- «Сефер ха-Ликкутим» / «Sefer ha-Likkutim», I—VI (Иер., 1898—1803);
- «Ездра и Неемия, критическое объяснение» / «Ezra und Nehemia, kritisch erläutert, часть I» (Иер., 1899);
- «Саадия Гаон и его комментарий к книге Даниила» / «Saadia Gaon und sein Kommentar zum Buche Daniel» (С.-Петербург, 1899);
- «Саадия Граон и его комментарии к Даниилу, Ездра и Неемия» / «Saadia Graon und sein Kommentar zu Daniel, Ezra und Nehemiah» (СПб., 1902);
- «Ялкут ха-Мачири[англ.] к Притчам Соломона» / «Jalkut ha-Machiri zu den Sprüchen Salomos» (Иерусалим, 1902);
- «Запрет на употребление закваски в день подготовки к Песаху» / «Das Verbot des Genusses von Gesäuertem am Rüsttage des Passahfestes», Zeitschr. f. evangel. Theologie (1894—1898);
- «Трактаты и очерки научного содержания» / «Abhandlungen und Aufsätze wissenschaftlich Inhalts» (1906).

Перевёл и издал с примечаниями и введением записки известных еврейских путешественников:
- Вениамина из Туделы («Die Reisebeschreibungen des R. Benjamin von Tudela», 1903);
- Петахьи из Регенсбурга (1905).[3]